# Lubbert Jan van Eck
Lubbert Jan van Eck (26 maart 1719, Velp – 1 april 1765, Colombo) was een koopman in dienst van de VOC. Hij was van 1758 tot 1761 gouverneur van Coromandel en van 1761 tot 1765 de 31e gouverneur van Nederlands-Ceylon.

## Biografie
Van Eck was de oudste zoon van Samuel van Eck (1691-1760) en Jacoba Wilhelmina Maria Couttis (c.1695-1740). Hij werd geboren in het Huis Overbeek te Velp en erfde de titel "Baron" en "Heer van Overbeek" van zijn vader. Deze was kolonel-commandant van een regiment ruiterij en groot-majoor van Arnhem. Ook Lubbert Jan en zijn broers namen dienst in het leger. Lubbert Jan al in 1732 als cadet. Drie jaar later, op zijn 16de, werd hij vaandrig. In 1740 nam hij dienst bij de VOC, en vertrok op 29 juni voor de VOC-kamer Amsterdam als onderkoopman op het schip Huis te Foreest naar Batavia, waar hij op 25 april 1741 aankwam. De volgende zes jaren was hij 'pennist buijten emploij'. Het kwam wel vaker voor dat medewerkers overtallig werden aangenomen, vooral mensen van goede komaf met een recommandatie van een invloedrijk persoon. In Indië werd dan werk voor hen gezocht. In juni 1747 werd Van Eck in Negapatnam geplaatst, aan de Coromandelkust in het zuiden van India, waar hij adigaar (een van oorsprong inheemse term voor een gezaghebbend ambtenaar) en muntmeester werd. De VOC had een reeks handelsposten langs deze kust, tot aan het meest noordelijk gelegen Masulipatnam. Het hoofdkantoor was in Negapatnam, waar zich het fort Vijf Sinnen bevond. Het stapelproduct langs de kust was textiel, dat via Indiase tussenhandelaren werd ingekocht bij de wevers en ververs in de dorpen. De textiel werd in de oostelijke archipel geruild tegen specerijen, of op de groeiende markt in Europa verkocht.

### Gouverneur van Coromandel

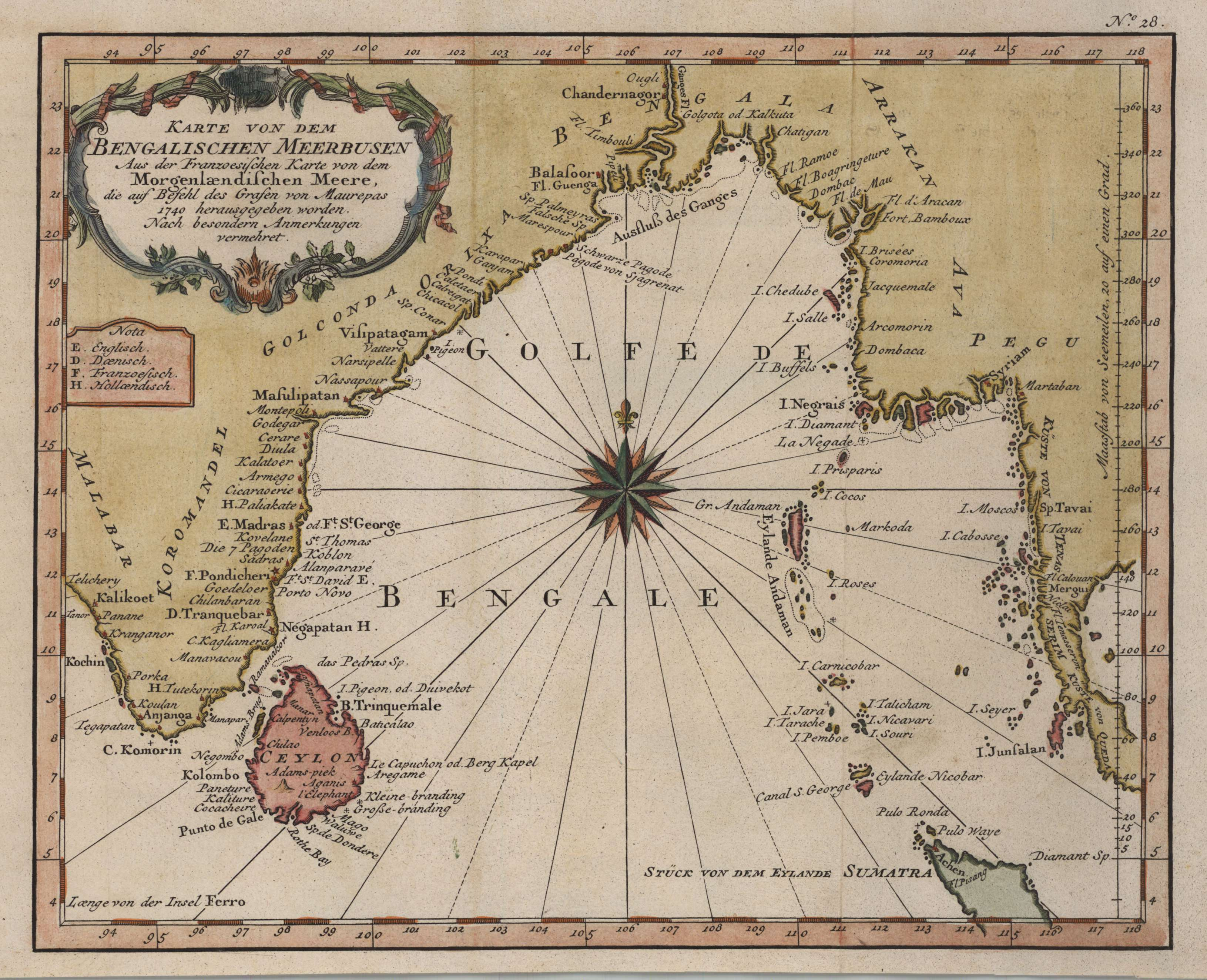
De Coromandelkust en de Golf van Bengalen in de 18de eeuw.

In 1748 werd hij opperhoofd van het vlak bij Negapatnam gelegen Porto Novo en in 1754 werd hij hoofd van Paliacatta, vlak bij Madras, waar hij op 19 februari 1756 bevorderd werd tot koopman. In juni 1757 werd hij opperkoopman en een maand later de secunde aan de Coromandelkust, onder gouverneur Steven Vermont. Deze liet ondanks de neutraliteit van de VOC in de oorlog tussen de Britten en de Fransen in 1758 Franse troepen toe in Fort Vijf Sinnen zodat ze zich konden bevoorraden, waar hij vermoedelijk aan verdiende. Bovendien misdroegen de Fransen zich. Hij moest toen van Batavia vertrekken en in zijn plaats werd in september Van Eck aangesteld als gouverneur van Coromandel.
In deze periode werden Europese oorlogen voor zover het de Britten en de Fransen betrof ook uitgevochten in Zuid-India: de Carnatische oorlogen. Troepen en oorlogsvloten uit Groot-Brittannië en Frankrijk bestreden elkaar vanuit de handelsposten van hun compagnieën. Ook Indiase vorsten raakten hier bij betrokken doordat ze voor een van beiden partij kozen. Tot hun schade, want de Europese militaire strategie en artillerie bleken in de 18de eeuw een grote voorsprong te hebben genomen op de Indiase. De VOC bleef neutraal en hield zich alleen bezig met handel, hoewel die flink te lijden had onder de oorlog. Nadat in eerste instantie de Fransen daarin de overhand hadden, en Madras wisten te veroveren, trokken uiteindelijk de Britten aan het langste eind. De Fransen moesten zich voortaan beperken tot Pondicherry. De Britse Oost-Indische Compagnie kon door deze oorlogen haar macht en invloed in de regio flink vergroten, wat ook ten koste ging van de handelsmogelijkheden van de VOC. Toch was Van Eck in 1760 in staat aan Batavia te melden dat de verwerving van textiel ondanks de oorlog was verbeterd.

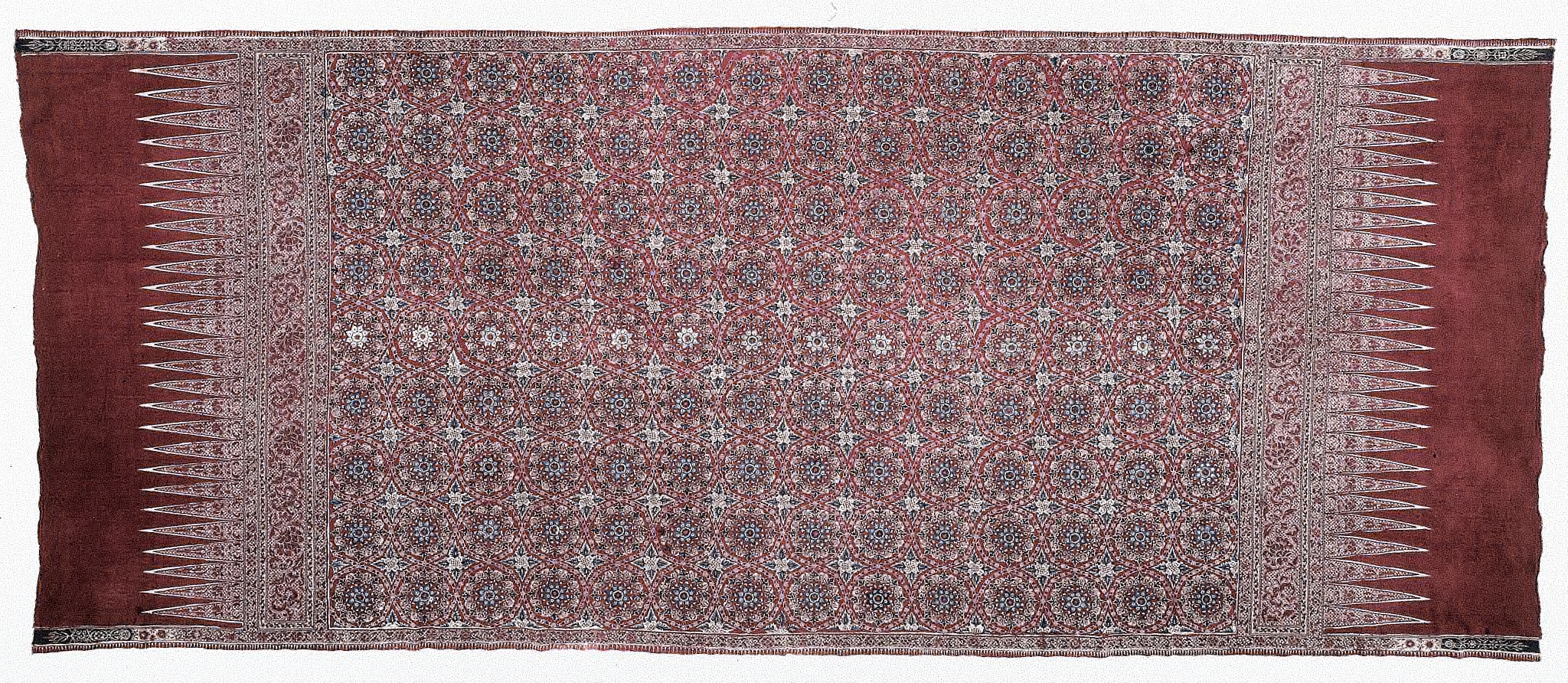
18de-eeuwse handelswaar van de Coromandelkust. Een 'lynwaad'.

Van Eck was ook erg succesvol in de particuliere handel met Batavia, die sinds gouverneur-generaal Van Imhoffs liberalisatie was toegestaan in niet-monopolieproducten. Van Eck deed hier aan mee met een eigen schip. Gouverneur-generaal Mossel schafte in 1752 de vrijhandel op Batavia weer af. Wel had het hoger personeel recht op een deel van de scheepsruimte op de VOC schepen. Van Eck nam tegen betaling ook ruimte over van anderen. De handel bestond vooral uit consumptiegoederen uit Batavia zoals suiker en arak, terwijl textiel werd terug geleverd. Ook de Britse en Franse legers waren afnemers, vooral van de arak. De Fransen kochten ook wijn van de Kaap de Goede Hoop. De zogenoemde kusthandel in producten uit de regio, ook met Bengalen en Malabar, bleef wel toegestaan. Van Eck had toen meerdere eigen schepen, bemand door Nederlandse kapiteins en Indiase matrozen.
De met vrijhandel verdiende inkomsten werden door de VOC-medewerkers gestort bij VOC kantoren in ruil voor wissels (assignaties genoemd) die in de Republiek door zakenpartners en familie, of door henzelf bij terugkomst, weer konden worden ingewisseld voor contanten, plus rente. Ook medewerkers van de Britse Oost-Indische Compagnie en vrije 'country traders', vooral in Bengalen, konden van deze regeling gebruik maken. Voor de VOC was dit een manier om het handelskapitaal te vergroten zonder in de Republiek nieuwe aandeelhouders te hoeven werven. Het geld dat Van Eck verdiende maakte hij via zaakgelastigden over aan zijn vader, en na 1759 aan zijn broers Alant en Willem Jacob. Die gebruikten het om schulden van de familie af te betalen en landgoed Overbeek uit te breiden. Ook dacht Van Eck erover om na zijn terugkeer in de politiek te gaan. Ook daar was geld voor nodig.

### Gouverneur van Ceylon

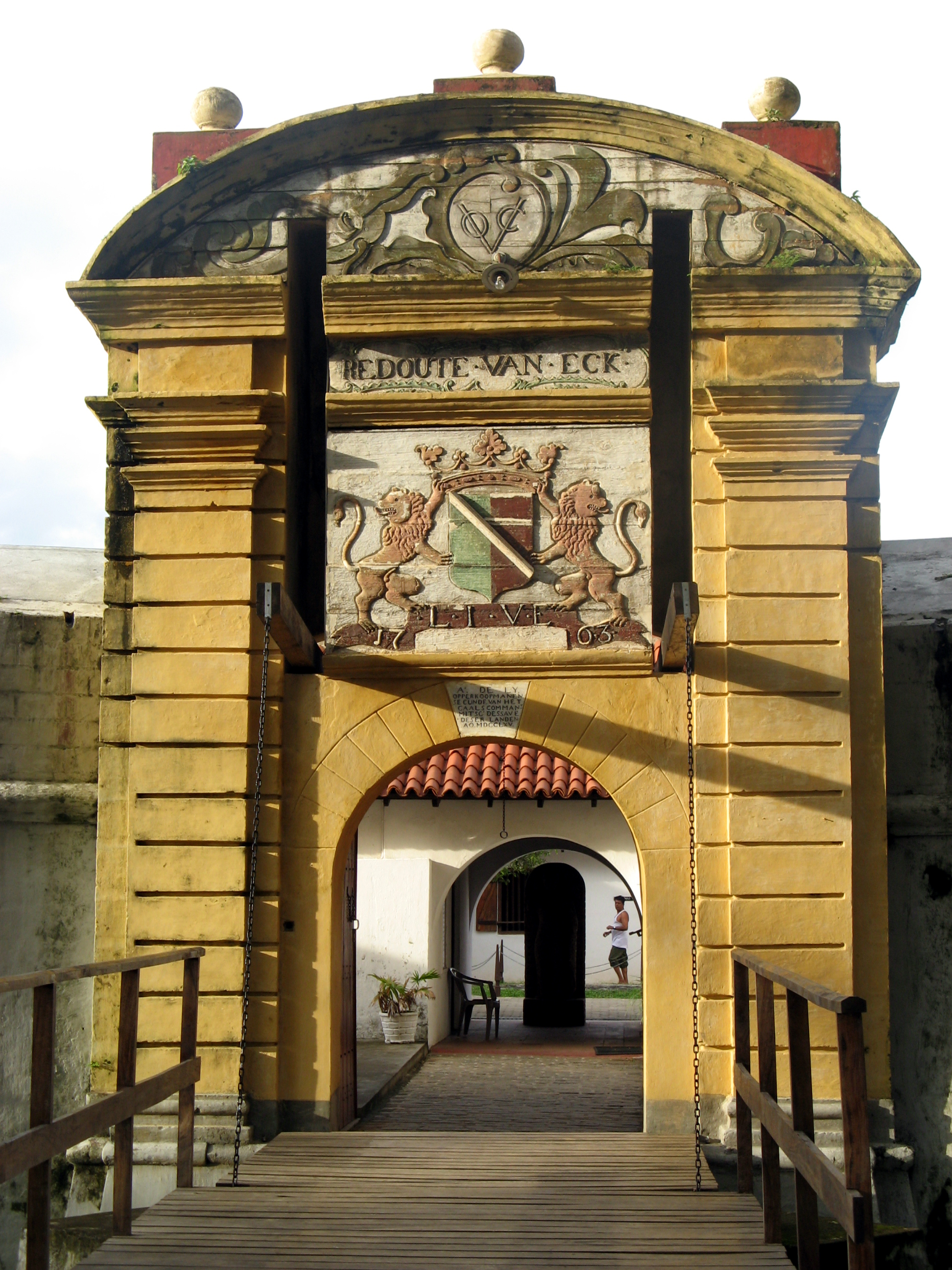
Redoute Van Eck, het sterfort van Matara.

In mei 1761 werd de gouverneur van Ceylon Jan Schreuder teruggeroepen naar Batavia, naar aanleiding van de oorlog die was uitgebroken tussen de VOC en het Koninkrijk Kandy. De oorlog was het gevolg van een opstand in de kaneelgebieden van de VOC, geleid door ontevreden kaneelschillers, en gesteund door de koning van Kandy, Kirti Sri Rajasingha. Inmiddels was de toestand enigszins gestabiliseerd, 'maar dese flikkeringen van hoop sijn nog te flaauw om er zig sterk mede te vleyen' aldus de Raad van Indië in Batavia.
In normale tijden zouden velen Schreuder graag zijn opgevolgd, omdat de gouverneur van Ceylon gezien werd als de derde in rang in de VOC, na de gouverneur-generaal en de directeur-generaal. In de huidige omstandigheden liet Schreuder geen aantrekkelijke vacature achter. Alle leden van de Raad van Indië verontschuldigden zich. Uiteindelijk werd Van Eck benoemd. Zijn bekende 'doortastende en tegelijk zachtzinnige en onbaatzuchtige aard' gaf hoop op een goed resultaat voor de Compagnie. In het verslag van de raadsvergadering van 29 mei stond wel dat de gouverneur-generaal Van der Parra 'schoon versekert was, met dese commissie Chormandels Gouverneur van Eck geen dienst of vermaek toe te brengen'.
Van Eck stemde na een aarzeling toe, en schreef in oktober een memorie van overgave voor zijn opvolger, Christaan van Teylingen, voorheen opperhoofd van Paliacatte, en vertrok naar Colombo. Hier werd hij op 10 februari 1762 zoals gebruikelijk aan het volk voorgesteld en kreeg op zijn beurt een memorie van overgave van de vertrekkende Schreuder overhandigd.
In 1762 slaagde Van Eck erin om de stad Matara en het fort Hanwella op de Kandianen terug te veroveren. Om het moeilijk te verdedigen Matara voortaan beter te beschermen werd het jaar daarop begonnen met de bouw van een redoute, dat Van Ecks naam zou gaan dragen: het tegenwoordige sterfort van Matara. Op 17 november 1762 werd Van Eck door de Heren XVII tot extra-ordinair lid van de Raad van Indië benoemd.
Na een verzoek van de koning van Kandy aan de Britten in Fort St. George in Madras om hem militaire hulp te verlenen kwam in mei 1762, ondanks de vredesverdragen tussen de Republiek en Groot-Brittannië, de gezant Pybus via de baai van Kottiyar aan de oostkust naar het hof van Kandy, waar hij een brief overhandigde van de Britse gouverneur George Pigot. De brief moest hij op een zilveren schaal op zijn hoofd naar de koning dragen. Omdat de Britten wel het kaneelmonopolie wilden overnemen en een handelspost wilden openen maar geen militaire bijstand konden beloven leidde het bezoek tot niets. Pybus schreef achteraf een uitgebreid verslag van zijn missie. Ook verschenen er af en toe Britse schepen bij Trincomalee, die zelfs de baai van Kottiyar invoeren. Op een ervan werd in april 1762 een schot gelost. Een jaar later ontstond over deze zaken een venijnige briefwisseling tussen de Britse admiraal Cornish, net terug van de Slag bij Manilla, en Van Eck, waarbij Cornish meldde dat hij over een bezoek van een Britse gezant aan Kandy slechts verantwoording hoefde af te leggen aan de Britse koning, en Van Eck meldde dat het hem niet bekend was dat hij verantwoording aan Cornish moest afleggen over maatregelen die hij nam ter bescherming van Ceylon. Van Eck versterkte de bezetting van Fort Trincomalee. Overigens wist inmiddels iedereen dat er een groot krachtsverschil was tussen de Britse marine en de VOC. Dat was in november 1759 gebleken in de Slag bij Chinsura in Bengalen, waar een VOC eskader van bewapende vrachtvaarders op de Ganges met gemak werd verslagen door de Britten.

### Veldtochten naar Kandy

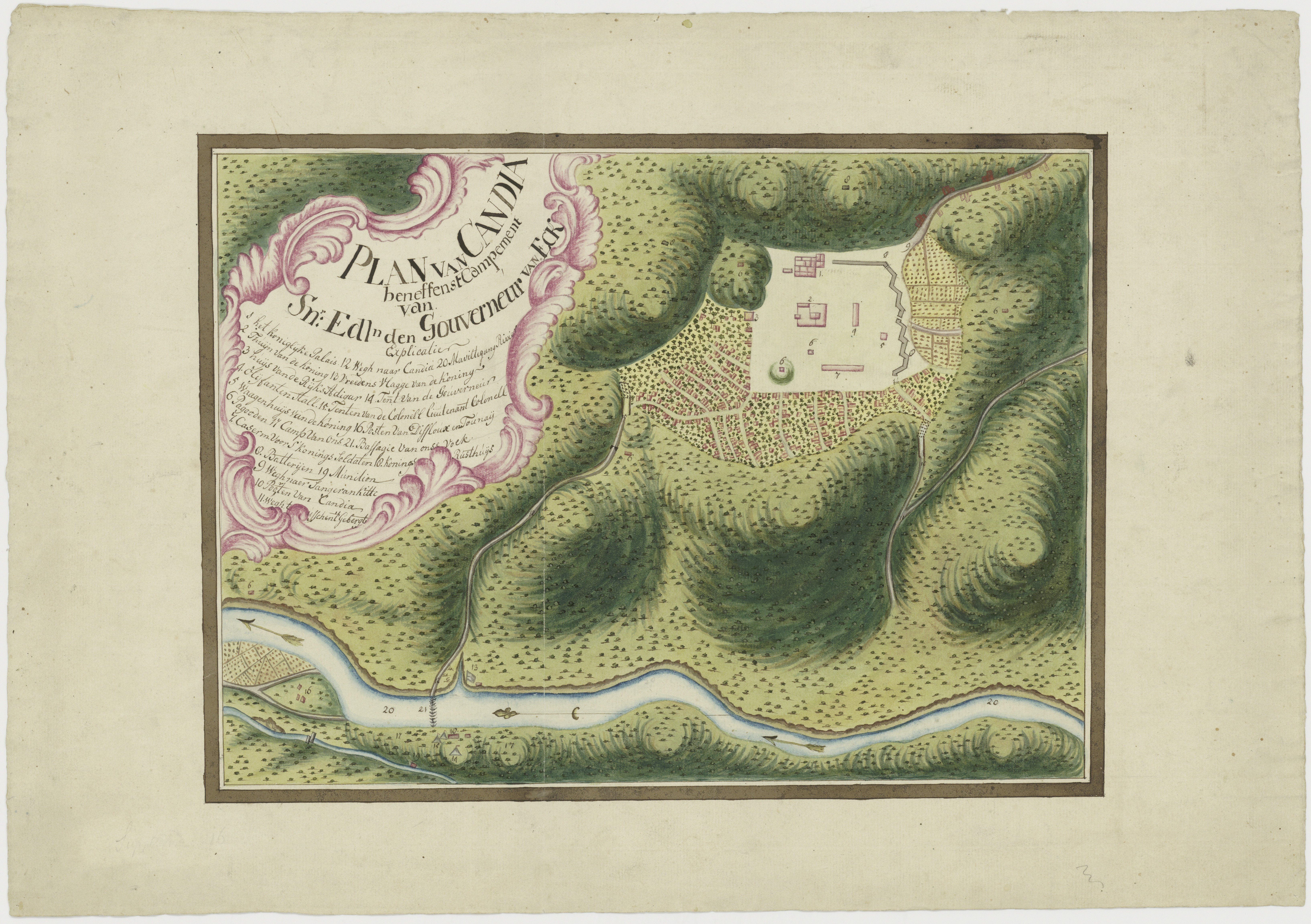
Kaart van Kandy en het campement van Van Eck tijdens de veldtocht van 1765.

Een poging van Van Eck om een Siamese prins, die Ceylon had bezocht en gesteund werd door een aantal machtige Kandianen, op de troon van Kandy te installeren mislukte. Ook vredesonderhandelingen in 1763 slaagden niet. Met toestemming van de VOC leidde Van Eck twee invasies in het koninkrijk, om het te dwingen tot een duurzame en voor de Compagnie eervolle vrede. Die hield onder andere in: teruggave van veroverde gebieden, controle over de hele kust, uitlevering van krijgsgevangenen, deserteurs en veroverde kanonnen van fort Hanwella, schadevergoeding en een voortaan aan de VOC ondergeschikte status voor het koninkrijk. Dat was voor de koning niet acceptabel.

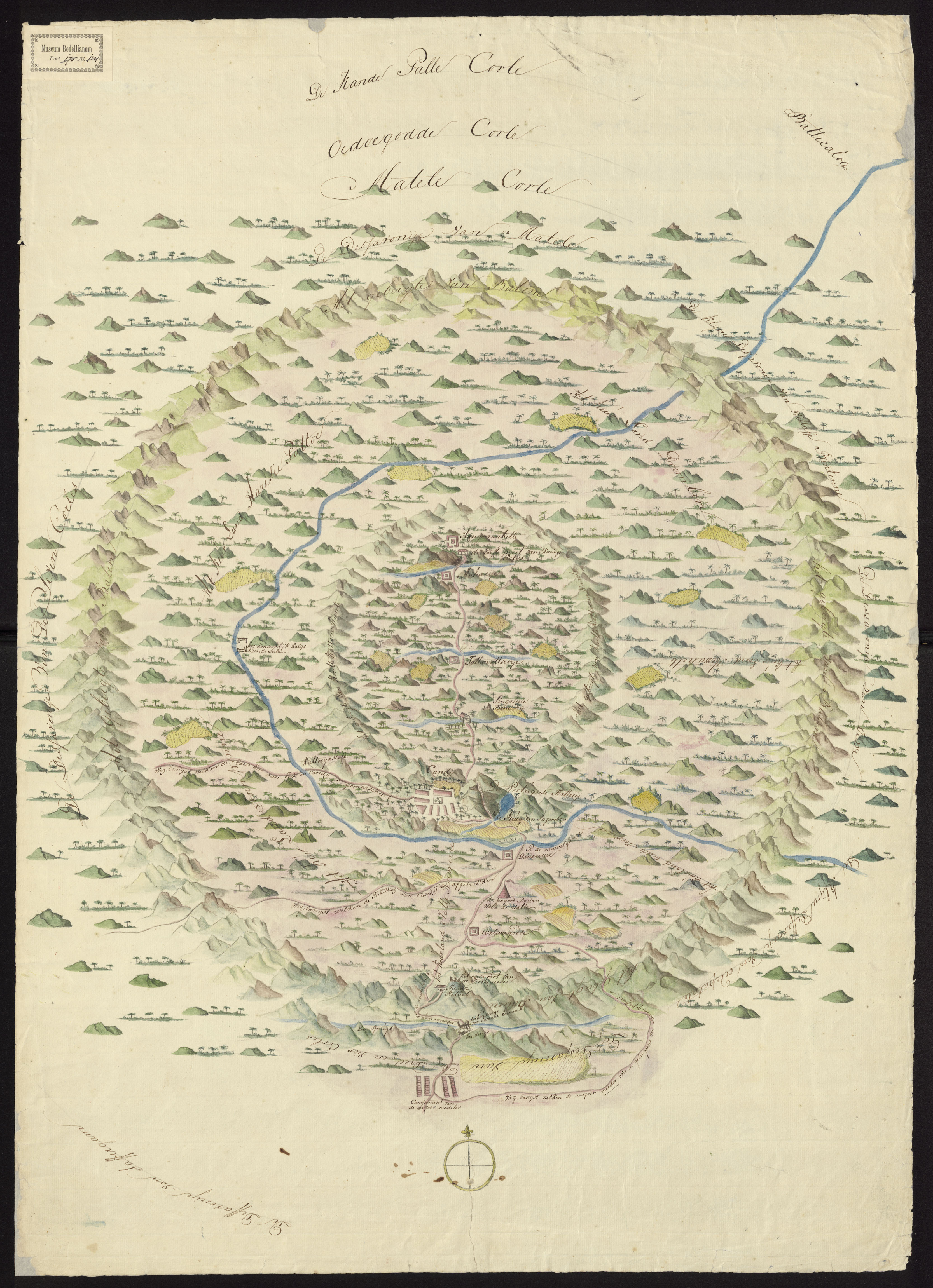
Cirkelvormige kaart van Kandy, met de heen- en terugweg van Van Ecks krijgsmacht.

Daarop werden door de VOC troepen verzameld op Java en Van Eck kreeg toestemming via zijn eigen contacten soldaten te werven aan de Coromandelkust: zowel inheemse sepoys als Fransen en Duitsers die in Franse dienst waren geweest maar werkloos waren geworden na het beëindigen van de derde Carnatische Oorlog. Veel soldaten uit Nederland waren tijdens de lange reis naar Ceylon ziek geworden of gestorven. In februari 1764 werd Kandy van zes verschillende kanten aangevallen, maar vanwege de regens in de moeilijk begaanbare bergachtige jungle, het grote aantal zieken en de guerrilla-aanvallen van de Kandianen moest men in maart alweer terugkeren naar Colombo. Van Eck klaagde vooral over het gebrek aan goede kaarten. Van Ecks tweede veldtocht, begin januari 1765, waarbij van één kant werd aangevallen, had wel succes. Toen men in februari Kandy binnentrok bleek de stad verlaten te zijn. De koning was met zijn hofhouding naar het verderop gelegen Hanguranketa gevlucht, vanouds de vluchtplek van de koningen van Kandy. Ook daar werd hij verjaagd en zijn verblijf werd in brand gestoken. Ondanks het uitdrukkelijk verbod van Van Eck werd Kandy geplunderd. Een van de voorwerpen die werden buitgemaakt was een bronzen sierkanonnetje dat Van Eck van de plunderaars wist te confisqueren en als geschenk bestemde voor de hertog van Brunswijk, als waardering voor diens complimenten voor zijn militaire successen. Het kanonnetje vond via het rariteitenkabinet van stadhouder Willem V zijn weg naar het Rijksmuseum als het 'kanon van Kandy'. De tand van Boeddha, het beroemde relikwie van Kandy, was door de koning op zijn vlucht meegenomen. In het archief van het hof werd een brief van de Britse gouverneur in Madras gevonden die het vermoeden over het Britse gezantschap naar Kandy bevestigde.
De Raad in Batavia hoopte dat zij nu 'haast ontheft sullen mogen raken van de ontsachelijke oorlogslasten, die w'om de wille van dat soo onhandelbare hoff hebben moeten ondergaan'.

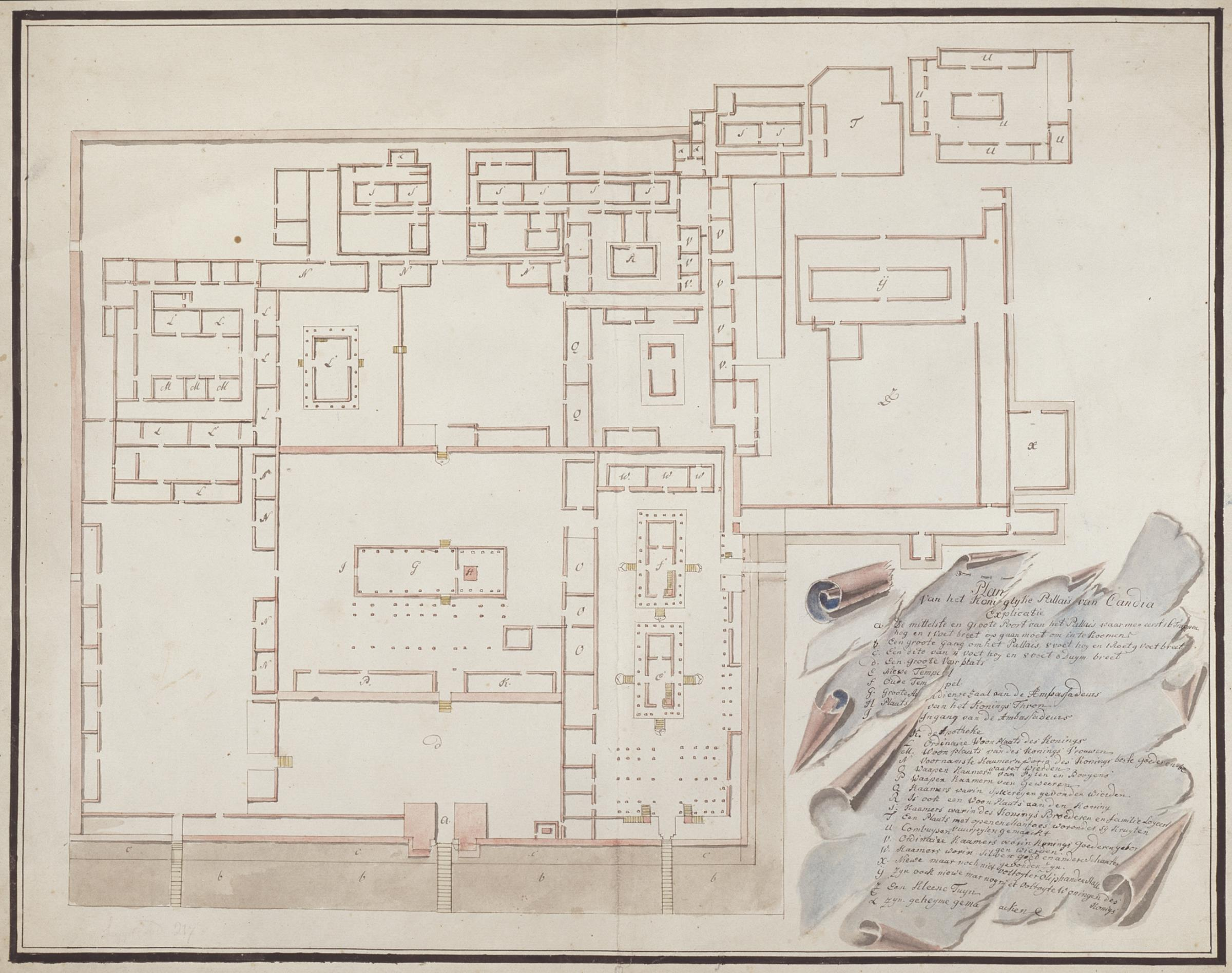
Plattegrond van het koninklijk paleis in Kandy in 1765.

Van Eck keerde begin maart terug naar Colombo, maar werd daar ziek. Op 26 maart schreef hij nog een advies voor de Raad van Colombo. Hij stelde voor de koning af te zetten en één of meerdere plaatsvervangers aan te stellen die de VOC goed gezind waren. Op 1 april stierf hij: 'Gevolgd op een quynende ziekte, die door de fatigues in de Jongste expeditie veroorzaakt zijnde, ons nog hem gevaarlijk toescheen, voordat zich, Zondagavond den 31 Maart, Jongstl. bij het groot geval van krachten eene brandende koorts voegde, die noch in die selfde nacht, van zijn roemruchtig leven, zulk een ontijdig einde maakte'.
De beoogd interim gouverneur in het geval dat Van Eck zou sneuvelen, het opperhoofd van Trincomalee Marten Rein, was naar Kandy vertrokken als commandeur van het bezettingsleger (en stierf daar, twee dagen na Van Eck). De commandeur van Jaffna, Anthony Mooyaart, nam toen ondanks zijn hoge leeftijd het gouverneurschap over. In juni werd door de Raad van Indië de eerste secretaris van de Raad Iman Willem Falck als de nieuwe gouverneur benoemd. Deze arriveerde op 28 juli in Galle, en was ruim een week later in Colombo. Het garnizoen in Kandy moest zich in augustus vanwege voedselgebrek terugtrekken naar Colombo, maar Falck slaagde er door stevig onderhandelen en dreigen met hernieuwd militair optreden in februari 1766 in om Van Ecks vredesverdrag grotendeels door Kandy geaccepteerd te krijgen.

### Nalatenschap
Van Eck had een rijke nalatenschap, die grotendeels naar zijn broers en zussen in Gelderland ging. Zij konden toen vijf jaar later Huis Overbeek afbrandde een geheel nieuw landhuis laten bouwen. Van Eck had in zijn drie jaar in Ceylon net zoveel geld naar zijn familie in de Republiek gestuurd als in de achttien jaar daarvoor. De mogelijkheden om bij te verdienen waren in Ceylon groter dan aan de Coromandelkust, omdat de Compagnie er niet alleen handelsposten had maar ook de soevereiniteit over grondgebied. Ook bleek hij zich schuldig te hebben gemaakt aan frauduleuze praktijken zoals het vergeven van baantjes tegen betaling (een deel van de verwachtte bijverdiensten van die baantjes in het eerste jaar). Hoewel dit soort dingen in de 18de eeuw, ook in Azië, schering en inslag waren moesten zijn erfgenamen later enkele tegen hem procederende Singalezen schadeloos stellen om zijn reputatie te beschermen. Toen zijn opvolger aan de Coromandelkust, Van Teylingen, in een corruptieschandaal verzeild raakte verdedigde hij zich onder andere door te zeggen dat hij niets anders deed dan wat zijn voorgangers Vermont en Van Eck hadden gedaan.
Op 5 mei kreeg Van Eck een grootse begrafenis in de kerk in het fort van Colombo. In 1813, na het verval van die kerk, werd zijn graf samen met veel andere overgebracht naar de Wolvendaalkerk, op een heuvel buiten Colombo. Zijn grafschrift luidt: 'Hier legt begraven de Hoog Welgeboren Heer Lubbert Jan Baron van Eck, Heer van Overbeek, raad extraordr. van Nederlands India, Gouverneur en Directeur van het Eyland Ceylon met dies onderhorigheeden, hier te Colombo overleden den 1 April, 1765, nae van bevorens het genoegzaam ontoegankelyk en door de natur als onverwinnelyk ryk van Candia met dies hoofdstad in perzoon voor de Compagnie ingenomen en dies Koning op de vlugt verdreeven te hebben.'
- International Standard Name Identifier: 0000 0003 9313 6996
- Nederlandse Thesaurus van Auteursnamen: 118009559
- Virtual International Authority File: 287308443